# Емма Страуб
Емма Страуб (народилася 1979/1980 (вік 44–45)) — американська романістка і власниця книгарні. Авторка романів «Сучасні коханці», «Відпочивальники», «Життя Лаури Ламонт у кадрах» і «Всі дорослі тут». Також є авторкою збірки оповідань «Інші люди, з якими ми одружилися». У травні 2022 року видавництво Riverhead Books опублікувало роман Страуб «Цієї миті завтра». Страуб здобула стипендію Ґуґгенгайма 2024 року.

## Особисте життя
Страуб — донька письменника жахів і саспенсу Пітера Страуба. Одружена з Майклом Фуско-Страубом, графічним дизайнером, з яким має двох синів. Випускниця кафедральної школи св. Іоанна Богослова, школи св. Анни, Оберлінського коледжу та Університету Вісконсина-Медісона. Мешкає в Брукліні та є власницею книгарні Books Are Magic.
Була редакторкою Avery Anthology.

## Суперечка
У січні 2023 року Страуб довелося скасувати дві книжкові події в школах Техасу після того, як було виявлено, що вона вживає ненормативну лексику в соціальних мережах.

## Твори
- Штат, через який пролітають /Fly-Over State. Flatmancrooked. 2009. ISBN 978-0-9820348-2-8. OCLC 601774982.
- Інші люди, з якими ми одружилися /Other People We Married: Stories. Five Chapters. February 2011. ISBN 978-0-9829392-1-5. OCLC 730466947.
- Життя Лаури Ламонт у кадрах /Laura Lamont's Life in Pictures: A Novel. Riverhead Books. 4 вересня 2012. ISBN 978-1-59448-845-0. OCLC 779874677.
- Відпочивальники /The Vacationers: A Novel. Riverhead Books. 29 травня 2014. ISBN 978-1-59463-157-3. OCLC 859253148.
- Сучасні коханці /Modern Lovers. Riverhead Books. 31 травня 2016. ISBN 978-1-59463-467-3. OCLC 925397946.
- Всі дорослі тут /All Adults Here: A Novel. Riverhead Books. 4 травня 2020. ISBN 978-1-59463-469-7. OCLC 1105735896.
- Цієї миті завтра /This Time Tomorrow: A Novel. Riverhead Books. 17 травня 2022. ISBN 978-0-525-53900-1.

## Переклади українською
2024 року у видавництві «Віват» вийшов український переклад роману «Цієї миті завтра». Перекладачка —  Текля Ленкевич.

## Зовнішні посилання
- Офіційний сайт